# Landmann (Adel)
Landmann ist in einigen deutschsprachigen Ländern, insbesondere im historischen Erzherzogtum Österreich, der Gefürsteten Grafschaft Tirol, der Grafschaft Görz und anderen Ländern von Österreich-Ungarn, ein Begriff für den untitulierten Adel des Landes, soweit er Sitz und Stimme in den dortigen Landständen hatte. Eine Familie, die im Land die Landmannschaft besaß, wurde in einer entsprechenden Kategorie der Adelsmatrikel dieses Landes eingetragen. In anderen Ländern hierfür verwendete Begriffe sind etwa das Inkolat zu den landtäflichen Gütern.
Herr und Landmann ist die Bezeichnung der männlichen Mitglieder bei Familien des titulierten Adels des Landes (etwa Freiherr, Graf oder Fürst). So führten zahlreiche Familien des Tiroler Adels den Zusatztitel Herr und Landmann in Tirol (etwa die Grafen Coreth, Kuefstein usw.)